# Torsten Lord
Pour les articles homonymes, voir Lord.
Torsten Hjalmar Lord est un skipper suédois né le 2 mars 1904 à Nacka et mort le 4 février 1970 à Lidingö.

## Biographie
Torsten Lord participe à bord du May Be à la course de classe 6 m aux Jeux olympiques d'été de 1936 et remporte la médaille de bronze.
Aux Jeux olympiques d'été de 1948, il est médaillé de bronze en classe 8 m sur le Ali-Baba II et aux Jeux olympiques d'été de 1952, il termine quatrième en classe 6 m sur le May Be VII. 